# Intercambiador de calor de carcasa y tubos

Sección de un intercambiador de calor de tipo tubos en U.

Los intercambiadores de calor de carcasa y tubos están compuestos por tubos cilíndricos, montados dentro de una carcasa también cilíndrica, con el eje de los tubos paralelos al eje de la carcasa. Un fluido circula por dentro de los tubos, y el otro por el exterior (fluido del lado de la carcasa). Son el tipo de intercambiadores de calor más usado en la industria. Si se fabrica el intercambiador el proceso de prolonga en comparación con comprar uno ya armado.

## Elección del fluido que va por la coraza o tubos
Los fluidos bastante corrosivos circulan por los tubos interiores y deben construirse con un material resistente a la corrosión (acero inoxidable). Además, la coraza debe construirse con un material resistente a la corrosión como aceros para evitar la corrosión si se perfora el tubo interior. Si el fluido corrosivo circula por dentro de la coraza y por el exterior de los tubos interiores los daños por corrosión serían mayores. 
El fluido sucio circula por los tubos ya que es más sencillo lavar el interior de los tubos que lavar el interior de la coraza con los tubos con la solución de lavado. Los fluidos muy calientes circulan por dentro de los tubos por razones de seguridad y ahorro energético. Los fluidos más viscosos circulan por el exterior de los tubos ya que se favorece una mayor turbulencia que en el interior de los tubos lo que permite la transferencia de calor.     

## Partes de un intercambiador de calor de carcasa y tubos

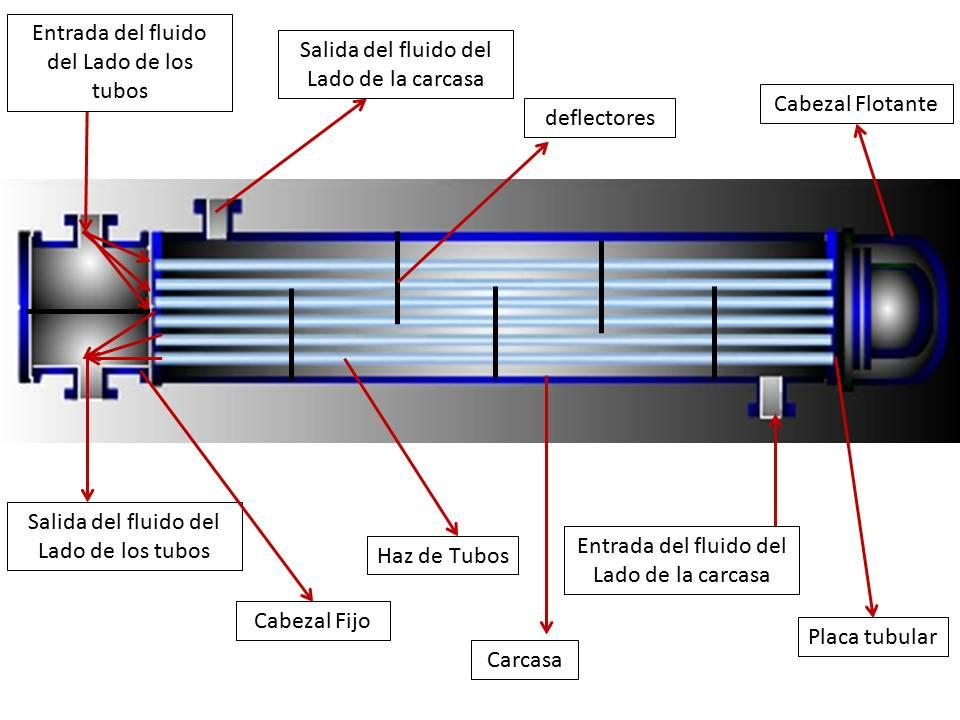
Esquema intercambiador de calor

Los componentes básicos de este intercambiador son: El haz de tubos (o banco de tubos), carcasa, cabezal fijo, cabezal removible (o trasero), deflectores, y la placa tubular. 

### Configuración
Se usa una amplia variedad de configuraciones en los intercambiadores de calor de carcasa y tubos, dependiendo del desempeño deseado de transferencia de calor, caída de presión y los métodos empleados para reducir los esfuerzos térmicos, prevenir fugas, fácil mantenimiento, soportar las presiones y temperaturas de operación, y la corrosión. Estos intercambiadores se construyen de acuerdo a las normas de la Asociación de Fabricantes de Intercambiadores de Calor Tubulares (TEMA), con algunas modificaciones, dependiendo del país.
TEMA ha desarrollado una nomenclatura para designar los tipos básicos de intercambiadores de calor de carcasa y tubos. En este sistema, cada intercambiador se designa con tres letras, la primera indicando el cabezal delantero, la segunda el tipo de carcasa, y la tercera el cabezal posterior.

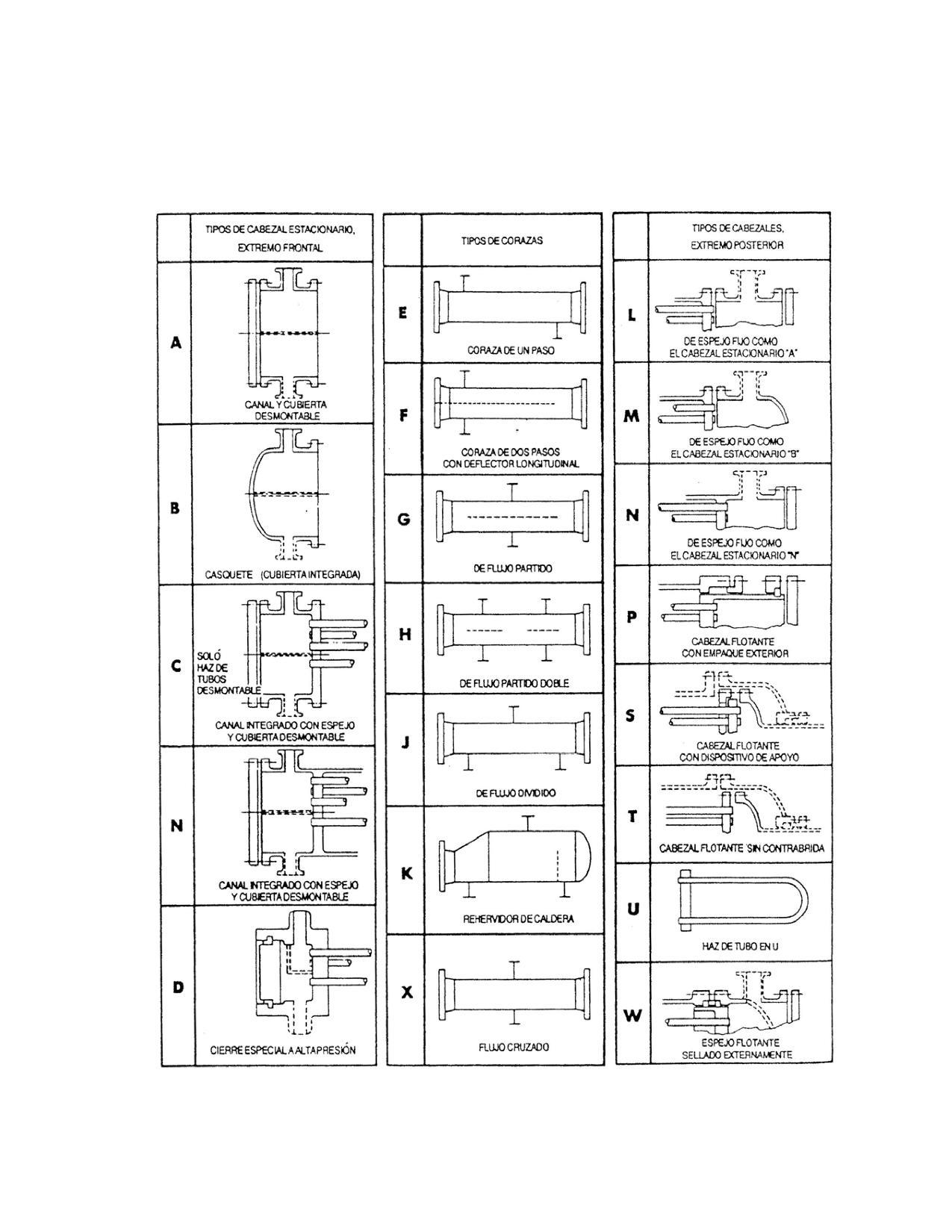
Configuración de intercambiadores (TEMA).

TEMA también ha conformado una serie de normas mecánicas para la construcción, fabricación, y materiales constructivos de tres tipos de intercambiadores de calor tubulares: R, C, B. Los intercambiadores clase R son los usados en condiciones de operación severas, en procesos petroleros y afines. La Clase C designa a los intercambiadores usados en aplicaciones comerciales y procesos generales bajo condiciones moderadas. La clase B designa a los intercambiadores de calor de carcasa y tubos usados en procesos químicos. Generalmente, en estos últimos, los materiales constructivos son no-ferrosos, mientras que en los Clase C y Clase R, se usan materiales ferrosos.
Los tipos más frecuente de intercambiador son: AES, AEP, CFU, AKT, y AJW. Aunque pueden existir diferentes configuraciones a las mencionadas, estas no pueden ser identificadas por la nomenclatura TEMA.
El arreglo más óptimo es el que permite los mayores coeficientes globales y menores caídas de presión.

### Tubos
Los tubos son los componentes fundamentales, proporcionando la superficie de transferencia de calor entre el fluido que circula por el interior de los tubos, y la carcasa. Los tubos pueden ser completos o soldados y generalmente están hechos de cobre o aleaciones de acero. Otras aleaciones de níquel, titanio o aluminio pueden ser requeridas para aplicaciones específicas. 
Los tubos pueden ser desnudos o aletados. Las superficies extendidas se usan cuando uno de los fluidos tiene un coeficiente de transferencia de calor mucho menor que el otro fluido. Los tubos doblemente aletados pueden mejorar aún más la eficiencia. Las aletas proveen de dos a cuatro veces el área de transferencia de calor que proporcionaría el tubo desnudo. 
La cantidad de pasos por los tubos y por la carcasa dependen de la caída de presión disponible. A mayores velocidades, aumentan los coeficientes de transferencia de calor, pero también las pérdidas por fricción y la erosión en los materiales. Por tanto, si la pérdida de presión es aceptable, es recomendable tener menos cantidad de tubos, pero de mayor longitud en un área reducida. Generalmente los pasos por los tubos oscilan entre 1 y 8. Los diseños estándares tienen uno, dos o cuatro pasos por los tubos. En múltiples diseños se usan números pares de pasos. Los números de pasos impares no son comunes, y resultan en problemas térmicos y mecánicos en la fabricación y en la operación.
La selección del espaciamiento entre tubos es un equilibrio entre una distancia corta para incrementar el coeficiente de transferencia de calor del lado de la carcasa, y el espacio requerido para la limpieza. En la mayoría de los intercambiadores, la relación entre el espaciamiento entre tubos y el diámetro exterior del tubo varía entre 1,25 y 2. El valor mínimo se restringe a 1.25 porque para valores inferiores, la unión entre el tubo y la placa tubular se hace muy débil, y puede causar filtraciones en las juntas. 
Para los mismos espaciamiento entre tubos y caudal, los arreglos en orden decrecientes de coeficiente de transferencia de calor y caída de presión son: 30°, 45°, 60° y 90°.

### Placa tubular
Los tubos se mantienen en su lugar al ser insertados dentro de agujeros en la placa tubular, fijándose mediante expansión o soldadura. La placa tubular es generalmente una placa de metal sencilla que ha sido taladrada para albergar a los tubos(en el patrón deseado), las empacaduras y los pernos. En el caso de que se requiera una protección extra de las fugas puede utilizarse una doble placa tubular. 
El espacio entre las placas tubulares debe estar abierto a la atmósfera para que cualquier fuga pueda ser detectada con rapidez. Para aplicaciones más peligrosas puede usarse una placa tubular triple, sellos gaseosos e incluso un sistema de recirculación de las fugas. 
La placa tubular además de sus requerimientos mecánicos debe ser capaz de soportar el ataque corrosivo de ambos fluidos del intercambiador y debe ser compatible electroquímicamente con el material de los tubos. A veces se construyen de acero de bajo carbono cubierto metalúrgicamente por una aleación resistente a la corrosión.

### Deflectores

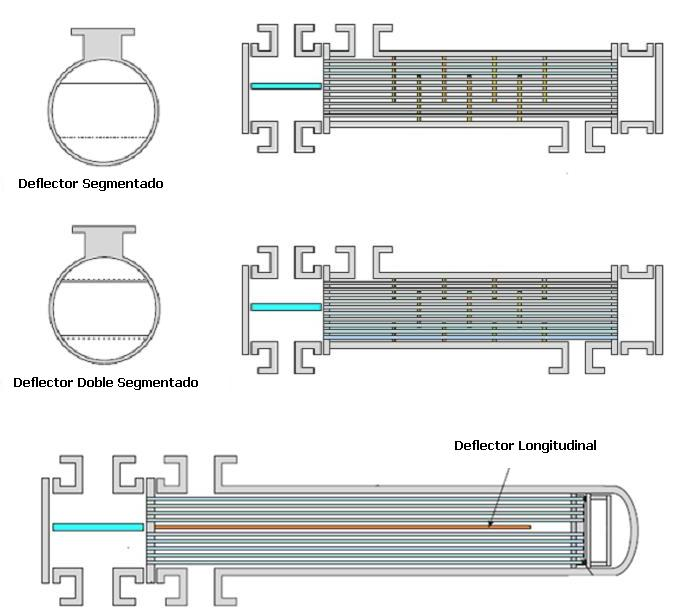
Deflectores

Hay dos tipos de deflectores, transversales y longitudinales. El propósito de los deflectores longitudinales es controlar la dirección general del flujo del lado de la carcasa. Por ejemplo, las carcasas tipo F, G y H tienen deflectores longitudinales. Los deflectores transversales tienen dos funciones, la más importante es la de mantener a los tubos en la posición adecuada durante la operación y evita la vibración producida por los vórtices inducidos por el flujo. En segundo lugar ellos guían al fluido del lado de la carcasa para acercarse en lo posible a las características del flujo cruzado. También tienen la función de hacer que el fluido que circula por la carcasa lo haga con mayor turbulencia para que aumente el coeficiente convectivo (o coeficiente de película) exterior de los tubos, es decir, para que aumente la cantidad de calor transferido.
El tipo de deflector más común es el simple segmentado. El segmento cortado debe ser inferior a la mitad del diámetro para asegurar que deflectores adyacentes se solapen en al menos una fila completa de tubos. Para flujos de líquidos en el lado de la carcasa el corte del deflector generalmente es del 20 a 25 por ciento; para flujos de gas a baja presión de 40 a 45 por ciento, con el objetivo de minimizar la caída de presión.
Al aumentar la turbulencia del fluido, se genera una mayor diferencia de presión lo que aumenta las necesidades de bombeo. Además, la instalación de los deflectores disminuye el área de flujo aumentando la velocidad lo que también aumenta la potencia de bombeo. Un flujo turbulento presenta un mayor Re, esto aumenta el Nu, lo que aumenta el h y lo que aumenta el U, provocando el aumento del Q (transferencia de calor).

### Carcasa y boquillas del lado de la carcasa
La carcasa es la envolvente del segundo fluido, y las boquillas son los puertos de entrada y salida. La carcasa generalmente es de sección circular y esta hecha de una placa de acero conformado en forma cilíndrica y soldado longitudinalmente. Carcasas de pequeños diámetros (hasta 24 pulgadas) pueden ser hechas cortando un tubo del diámetro deseado con la longitud correcta (pipe shells). La forma esférica de la casaca es importante al determinar el diámetro de los reflectores que pueden ser insertados y el efecto de fuga entre el deflector y la casaca. Las carcasas de tubo suelen se más redondas que las carcasa roladas. 
En intercambiadores grandes la carcasa esta hecha de acero de bajo carbono siempre que sea posible por razones de economía aunque también pueden usarse otras aleaciones cuando la corrosión o las altas temperaturas así lo requieran. 
La boquilla de entrada suele tener una placa justo debajo de ella para evitar que la corriente choque directamente a alta velocidad en el tope del haz de tubos. Ese impacto puede causar erosión, cavitación, y vibraciones. Con el objetivo de colocar esta laca y dejar suficiente espacio libre entre este y la carcasa para que la caída de presión no sea excesiva puede ser necesario omitir algunos tubos del patrón circular completo.

### Canales del lado de los tubos y boquillas
Los canales y las boquillas simplemente dirigen el flujo del fluido del lado de los tubos hacia el interior o exterior de los tubos del intercambiador. Como el fluido del lado de los tubos es generalmente el más corrosivo, estos canales y boquillas suelen ser hechos de materiales aleados (compatibles con la placa tubular). Deben ser revestidos en lugar de aleaciones sólidas.

### Cubiertas de canal
Las cubiertas de canal son placas redondas que están atornilladas a los bordes del canal y pueden ser removidos para inspeccionar los tubos sin perturbar el arreglo de los tubos. En pequeños intercambiadores suelen ser usados cabezales con boquillas laterales en lugar de canales y cubiertas de canales.

## Diseño de intercambiadores de calor
El primer paso es delimitar el problema tanto como sea posible inicialmente, esto es, definir para las corrientes: caudales, presiones, temperaturas, propiedades físicas, ensuciamiento, pérdidas de presión admisibles, etc. Luego se procede a seleccionar valores tentativos para los parámetros más importantes de diseño, tales como longitud y diámetro de los tubos (teniendo en cuenta las pérdidas de presión y las vibraciones que se producirán), el arreglo del banco de tubos, el espaciamiento entre deflectores, la cantidad de pasos y cantidad de carcasas en serie. Con estas dimensiones, se tiene el valor de un área inicial supuesta.
Con estos valores se efectúa la evaluación térmica del intercambiador, dando como resultado un valor del coeficiente global de transferencia de calor. Este puede obtenerse mediante la combinación de correlaciones que dependen de los parámetros seleccionados. Con este valor, se procede a calcular un nuevo valor de área requerida. El procedimiento es más preciso en la medida que lo es el cálculo del coeficiente global de transferencia de calor. Este es un valor que depende del coeficiente de transferencia de calor por convección en el interior y exterior de los tubos, que a su vez de las propiedades de los fluidos. Si bien la definición de dichos coeficientes en el lado de los tubos es bastante precisa con las correlaciones actuales, no lo es tanto para el lado de la carcasa.
En general, puede enumerarse una serie de pasos, como sigue:
1. Comprobar el balance de energía, se deben de conocer las condiciones del procesamiento, caudales, temperaturas, presiones, propiedades físicas de los fluidos.
2. Asignar las corrientes al tubo y carcasa.
3. Dibujar los diagramas térmicos.
4. Determinar el número de intercambiadores en serie.
5. Calcular los valores corregidos de la diferencia media de temperaturas (MTD).
6. Seleccionar el diámetro, espesor, material, longitud y configuración de los tubos.
7. Estimar los coeficientes de película y de suciedad. Calcular los coeficientes globales de transmisión de Calor
8. Calcular la superficie de intercambio estimada.
9. Seleccionar el tamaño del casco (utilizando dos pasos en tubo).
10. Calcular las pérdidas de presión en el lado del tubo y recalcular el número de pasos para cumplir con las pérdidas de presión admisibles.
11. Asumir la separación entre desviadores y el área de paso para conseguir la pérdida de presión en casco admisible.
12. Recalcular los coeficientes de película en el lado del tubo y del casco utilizando las velocidades másicas disponibles.
13. Recalcular los coeficientes globales de transmisión de calor y comprobar si tenemos suficiente superficie de intercambio.
14. Si la superficie de intercambio es muy grande o muy pequeña revisar los estimados de tamaño de carcasa y repetir las etapas 9-13.

### Métodos integrales
La dificultad para integrar en las correlaciones obtenidas en los bancos de tubos y el flujo generado en la carcasa de un intercambiador con deflectores impulsó el desarrollo de "métodos integrales" para el cálculo de la transferencia de calor y pérdida de carga en el lado carcasa.

#### El método Donohue (1949)
El cálculo del coeficiente de transferencia de calor se basaba por primera vez en el área de flujo disponible que se calculaba como una media geométrica entre el área mínima de paso entre deflectores (área transversal) y el área de paso disponible en el deflector (área longitudinal). Sin embargo, no tenía en cuenta el efecto de las diferentes configuraciones de los tubos.
Para el cálculo de la pérdida de carga se proponía la utilización de las curvas de factor de fricción obtenidas por Colburn con un factor de seguridad elevado. Por primera vez se consideró el efecto de la ventana del deflector, considerando esta ventana como un orificio con un coeficiente de descarga de 0,7.
Este método, aunque muy simple de utilizar, proporciona unos resultados poco precisos, debido básicamente a que las correlaciones se obtuvieron con intercambiadores pequeños con geometrías nada estándares.

#### Método Tinker
Al final de los años 40, al mismo tiempo que aparecían los métodos integrales, se hacía evidente que el flujo que se establecía en carcasa era complejo y con una gran dependencia de la geometría de construcción del intercambiador. A ello contribuyeron las primeras visualizaciones del flujo que se obtuvieron a finales de los años 40 y principios de los 50. Se observó que solo una parte del fluido seguía el camino "correcto" a través del haz de tubos, el resto pasaba a través de áreas de fuga (entre tubo y deflector, entre deflector y carcasa y entre el haz de tubos y la carcasa). Estas áreas de flujo son inevitables en la construcción y montaje del intercambiador y determinan los flujos que se establecen en carcasa.
Un método basado en correlaciones de flujo a través de un banco de tubos ideal o un método integral difícilmente puede incorporar toda la información de los diferentes flujos que se establecen en carcasa y como consecuencia de ello, dependiendo del tipo de construcción, los errores al aplicar los métodos pueden variar considerablemente.
El método analítico recibe este nombre porque en cada intercambiador se lleva a cabo un análisis del flujo establecido en la carcasa. El primer análisis del flujo establecido en la carcasa fue realizado por Tinker (1951) que propuso el siguiente modelo de flujo.

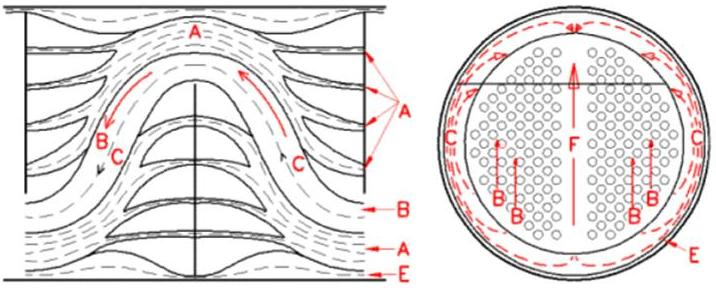
Distribución de corrientes según Tinker.

La pérdida de carga que experimenta la corriente principal (B) al pasar de un espaciado entre deflectores al siguiente actúa como fuerza impulsora para las otras corrientes forzando a parte del fluido a pasar por las áreas de fuga. La repartición de caudales entre las diferentes corrientes dependerá de la resistencia al flujo que encuentre el fluido al pasar por cada uno de los caminos, teniendo en cuenta que la pérdida de carga ha de ser la misma para todas las corrientes.
Una vez obtenido el caudal de la corriente B se puede determinar el coeficiente de transferencia de calor aplicando una correlación de flujo cruzado en un banco de tubos ideal.
Este método suponía un gran avance en la interpretación en la aproximación a la realidad del flujo establecido en la carcasa, sin embargo, paso desapercibido por la gran dificultad de cálculo que entrañaba teniendo en cuenta las posibilidades de computación de la época, Debido a que el proceso de cálculo era un proceso iterativo muy laborioso para realizarlo a mano. No fue hasta principios de los años 70, con la posibilidad de utilizar computadores personales para realizar los cálculos, que se pudo aprovechar el potencial del método desarrollado por Tinker.

#### El método Kern (1950)
Este método ha sido adoptado como un estándar por la industria durante muchos años. Las correlaciones para el cálculo de la transferencia de calor y la pérdida de carga se obtuvieron de intercambiadores estándar con un corte de deflector del 25% (una decisión acertada porque en la mayoría de los casos es el mejor diseño).
La predicción de la transferencia de calor varía entre ligeramente insegura (valor superior al real) y muy segura (valor inferior al real). Mientras que las predicciones de la pérdida de carga se sitúan en el lado de seguridad con errores superiores al 100%. En régimen laminar los errores todavía son grandes debido a la poca información disponible en el momento que se elaboró el método.
Si bien los resultados obtenidos por el método Kern no presentaron una gran mejora respecto a las correlaciones existentes, el mérito del éxito obtenido se encuentra en el hecho de haber presentado un método global de diseño, presentando además varios ejemplos de cálculo. Es evidente que no puede ser utilizado como un método de diseño porque la sobrestimación de la pérdida de carga puede llevar a diseños conservadores, con una gran separación de deflectores o con diámetros de carcasa superiores, y por consiguiente con coeficientes de transferencia de calor bajos. Sin embargo, todavía se sigue utilizando en la industria para comprobar el funcionamiento térmico de los intercambiadores.

#### Método de Bell-Delaware
El método Bell-Delaware propone calcular el coeficiente de transferencia de calor del lado carcasa utilizando las correlaciones obtenidas para flujo en un banco de tubos considerando que todo el caudal que circula por la carcasa atraviesa el banco de tubos. Posteriormente este coeficiente ideal de flujo cruzado se corrige por una serie de factores para tener en cuenta las fugas que se producen.
La pérdida de carga en el lado carcasa se calcula como suma de las pérdidas de carga para flujo cruzado ideal y de la pérdida de carga en la zona de la ventana.
Los errores de este método pueden ser del 40 % en pérdida de carga y normalmente predicen pérdidas de carga mayores a las reales. El error en el coeficiente de transferencia de calor es alrededor del 25%. La diferencia con respecto al método analítico propuesto por Tinker reside en que no establece interacción entre los efectos de las corrientes de fuga. 
Con el desarrollo y la extensión de las computadoras se desarrollaron los primeros programas de cálculo de intercambiadores que se basaron en el método analítico propuesto por Tinker conocido como "análisis de corrientes". En los cálculos realizados a mano se continuó y continúa utilizando el método de Bell-Delaware. No obstante Willis y Johnston (1984) propusieron una vía alternativa, intermedia entre los dos métodos, presentando una versión simplificada del método de análisis de corrientes. Este método, adoptado por Engineering Sciences Data Unit (1983), propone que ciertos coeficientes característicos del método relacionados con la resistencia al flujo son constantes e independientes del caudal, es decir, solo dependen de la geometría del sistema. 
Este último método con respecto al método de Bell-Delaware presenta una mayor aproximación a la realidad respecto a la interacción entre las corrientes. Aunque el proceso de cálculo es más laborioso por las necesarias iteraciones, por un lado esto se ve compensado por la presentación de los coeficientes mediante ecuaciones, lo cual permite la completa programación del método, y por otro lado el proceso de iteración no presenta ninguna dificultad si se utiliza un programa de cálculo.
El método Kern es recomendable solo para proporcionar un estimado o valores de inicio para una iteración con otro método, que pudiera ser el Bell-Delaware o el Wills-Johnson el cual es más preciso y solo requiere poco cálculos adicionales.
El uso del software especializado ayuda en gran medida a mejorar los procesos de diseño de los intercambiadores de calor en todas sus etapas, sobre todos cuando se necesita realizar cálculos iterativos, proporcionando además de mayor precisión, un tiempo de cálculo en el proceso de diseño mucho más corto.
Paralelamente, estos métodos de cálculo se van nutriendo de las nuevas correlaciones desarrolladas por los investigadores, cuyo trabajo a su vez es facilitado por las ventajas computacionales de la actualidad.